# Ingrīda Amantova
Ingrīda Amantova (in russo Ингрида Амантова?; traslitterazione anglosassone Ingrida Amantova; Cēsis, 21 giugno 1960) è un'ex slittinista sovietica.
Dopo la dissoluzione dell'Unione Sovietica (1991) ha acquisito la cittadinanza lettone.

## Biografia
Iniziò a gareggiare per la nazionale sovietica nelle varie categorie giovanili nella specialità del singolo, senza però ottenere risultati di particolare rilievo.
A livello assoluto esordì in Coppa del Mondo nella stagione 1980/81, conquistò il primo podio, nonché la prima ed unica vittoria, il 14 dicembre 1980 nel singolo ad Igls. Nella disciplina individuale ottenne come miglior risultato in classifica generale il secondo posto nel 1982/83.
Partecipò a due edizioni dei Giochi olimpici invernali, esclusivamente nella specialità del singolo: a Lake Placid 1980 conquistò la medaglia di bronzo ed a Sarajevo 1984 giunse ai piedi del podio terminando la gara al quarto posto.
Prese parte altresì a quattro edizioni dei campionati mondiali, conseguendo, quale miglior risultato, la quinta posizione ad Hammarstrand 1981. Nelle rassegne continentali non riuscì ad andare oltre la sesta piazza ancora sulla pista svedese nel 1986.
Si ritirò dalle competizioni al termine della stagione 1987/88, dopo aver mancato la qualificazione alle Olimpiadi di Calgary 1988, divenendo allenatrice ed entrò a far parte del Comitato Olimpico Lettone.

## Palmarès

### Olimpiadi
- 1 medaglia:
  - 1 bronzo (singolo a Lake Placid 1980).

### Coppa del Mondo
- Miglior piazzamento in classifica generale nel singolo: 2ª nel 1982/83.
- 3 podi (tutti nel singolo):
  - 1 vittoria;
  - 1 secondo posto;
  - 1 terzo posto.

#### Coppa del Mondo - vittorie
| Data             | Luogo | Paese   | Disciplina |
| ---------------- | ----- | ------- | ---------- |
| 14 dicembre 1980 | Igls  | Austria | Singolo    |